# 林煜智
林煜智（1972年—）是根據身高最矮吉尼斯世界紀錄的前保持人。居住於臺灣臺北，為一個作家和社會活動家。2000年發行自傳《67.5公分 的天空》，2007年親自上演工藝舞台劇「67.5公分的天空」，2008年出版個人演唱專輯《67.5公分的天空》，同年榮獲第19屆金曲獎傳統藝術類評審團大獎。
2008年5月，在英國第4頻道紀錄片《世界上最小的人與我》現身 ，由馬克·杜蘭主持。

## 殘疾
林煜智患有遺傳性先天性成骨不全症，阻礙骨骼和身體正常生長。據吉尼斯世界紀錄，他身高67.5厘米（2英尺2.58英寸）。他是成骨不全症協會的創始人。